# 平岩正当
平岩 正当（ひらいわ まさあつ）は、安土桃山時代から江戸時代初期にかけての武将。
通称は金左衛門。

## 生涯
徳川家康の家臣平岩正広の嫡男として三河で生まれた。家康の重臣平岩親吉の甥とされる。
天正10年（1582年）の家康の甲州発向（天正壬午の乱）以降に甲州郡代となった親吉に附属された父に代わって本領を継いだ。小牧・長久手の戦い、小田原征伐に従軍し、家康の関東移封のため相模国高座郡獺郷（おそごう）村（神奈川県藤沢市獺郷）に所領を移された。嫡男正次は天正20年（1592年）に同地で生まれている。
関ヶ原の戦いにも参戦し、所領を加増されて上野国佐位郡、相模国高座郡、上総国山辺郡・武射郡に800石を領した。伏見城の常番となり、慶長20年（元和元年・1615年)に同城で病死した。

## 系譜
- 父：平岩正広
- 母：不明
  - 兄弟：なし
- 妻：不明
  - 長男：平岩正次 - 江戸幕府旗本（800石）[1]
  - 次男：平岩正包 - 館林徳川家家臣（370俵）[5]
  - 長女：石川重久（旗本・200石）[6]室

正当の子孫は、曾孫で仙洞付、持弓頭兼火付盗賊改方を経て勘定奉行となり、丹波国氷上郡に500石を加増されて1300石取りとなった平岩親庸以降、平岩親吉と同じ「親」の字を通字に用いる。親庸の嫡男平岩親賢は通称も親吉と同じ「七之助」とし、譜代名家の末裔を尊重した徳川吉宗に平岩親吉の後胤として特に登用された。
18世紀末の寛政年間に『寛政重修諸家譜』編纂のため平岩家から江戸幕府に提出された家譜では、17世紀前半の寛永年間に編纂された『寛永諸家系図伝』に名前が記された親庸以前の「正広 - 正当 - 正次 - 正信」の4世代も「親正 - 親当 - 親次 - 親信」に名前が修正されている。